# Melaloncha acicula
Melaloncha acicula är en tvåvingeart som beskrevs av Brown 2006. Melaloncha acicula ingår i släktet Melaloncha och familjen puckelflugor. Inga underarter finns listade i Catalogue of Life.